# Орньяк-сюр-Везер
Орнья́к-сюр-Везе́р (фр. Orgnac-sur-Vézère, окс. Ornhac de Vesera) — коммуна во Франции, находится в регионе Лимузен. Департамент — Коррез. Входит в состав кантона Вижуа. Округ коммуны — Брив-ла-Гайярд.
Код INSEE коммуны — 19154.
Коммуна расположена приблизительно в 400 км к югу от Парижа, в 60 км южнее Лиможа, в 27 км к западу от Тюля.

## Население
Население коммуны на 2008 год составляло 303 человека.
| 1962 | 1968 | 1975 | 1982 | 1990 | 1999 | 2008 |
| ---- | ---- | ---- | ---- | ---- | ---- | ---- |
| 429  | 493  | 379  | 338  | 323  | 304  | 303  |

## Администрация
| Период | Период | Фамилия         | Партия | Примечания |
| ------ | ------ | --------------- | ------ | ---------- |
| 2001   | 2008   | Жан-Мари Франь  |        |            |
| 2008   |        | Марсель Дандале |        |            |

## Экономика

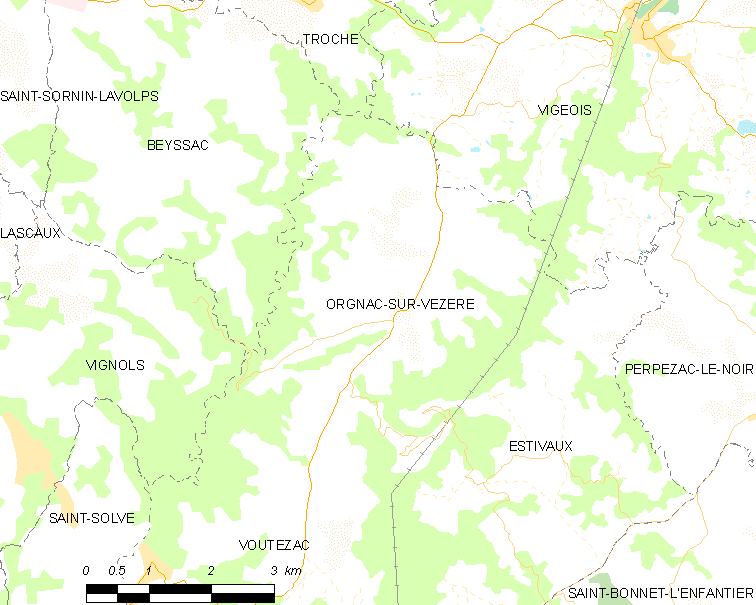
Карта коммуны

В 2007 году среди 172 человек в трудоспособном возрасте (15-64 лет) 121 были экономически активными, 51 — неактивными (показатель активности — 70,3 %, в 1999 году было 69,2 %). Из 121 активных работали 114 человек (64 мужчины и 50 женщин), безработных было 7 (2 мужчин и 5 женщин). Среди 51 неактивных 12 человек были учениками или студентами, 27 — пенсионерами, 12 были неактивными по другим причинам.

## Достопримечательности
- Замок Комборн[3] (XI век). Памятник истории с 1985 года[4]